# Gheorghe Glăvan
Gheorghe Glăvan (n. 14 ianuarie 1958) a fost un deputat român în legislatura 1990-1992, ales în județul Vâlcea pe listele partidului FSN.